# Miś z okienka
Miś z okienka – jeden z pierwszych programów dla dzieci emitowanych w Telewizji Polskiej, po wielu latach  nadawany jako  dobranocka ("Wieczorynka"), emitowany od 23 czerwca 1957 do 1973 roku.
Program kierowany był do dzieci w wieku szkolnym i miał spełniać misję edukacyjną, m.in. zachęcać do czytania książek. Wzorowany był na angielskiej audycji Whirligig, którą prowadził Humphrey Lestocq rozmawiający z kukiełką, Mr. Turnipem (Panem Rzepą). Początkowo program nosił nazwę Miś w okienku. Główny bohater, miś, omawiał z prowadzącym zaczerpnięte z książek poważne tematy. Prowadzącym był najpierw Bronisław Pawlik, a następnie Stanisław Wyszyński. Głos misia podkładały Danuta Przesmycka oraz Ewa Florczak. Pomysłodawczynią programu i autorką dialogów była Wanda Szerewicz.
Dziewięć odcinków programu można obejrzeć w usługach TVP VOD oraz TVP Stream